# Netcall
A Netcall, fundada em 2003, terminou em 12 de Dezembro de 2008 e foi a primeira empresa portuguesa a operar no mercado nacional de telecomunicações VoIP, sendo participada pela PME Investimentos, agora InovCapital com Capital de Risco desde Julho de 2005, no valor total de 1,8 mil Euros… 
A Netcall era um Communication Service Provider (CSP), o primeiro em Portugal a oferecer soluções de Voz sobre IP (VoIP) adaptadas às necessidades de clientes empresariais e residenciais. Disponibilizava soluções inteligentes para rentabilizar e flexibilizar as comunicações dos clientes, permitindo comunicar através do protocolo IP (Internet Protocol) por uma ligação de banda larga já existente, em vez das tradicionais linhas telefónicas. 
A oferta da Netcall consistia na disponibilização de chamadas VoIP e Services over IP (SoIP) para os mercados empresarial e residencial.
Os clientes empresariais Netcall contavam com um vasto conjunto de serviços e equipamentos VoIP, que farão sempre parte de uma solução integrada, desenhada à medida de cada empresa e que vão da Voz sobre IP, à presença web (sites), passando por serviços de Fax, IP Centrex, entre outros.
A Netcall tinha diversas parcerias estabelecidas para a distribuição e implementação de soluções VoIP bem como para a propagação e democratização do uso do VoIP em Portugal. Entre eles estão a Critical Software, AVM, Elmeg, Patton, Linksys (Cisco), Ovislink,  Alcatel, Novabase, NextiraOne, SMC e Lifetech.
Serviço Netcall
O VoIP Netcall permitia a qualquer pessoa fazer e receber chamadas de e para qualquer parte do Mundo via Internet, utilizando um telefone IP, um telefone convencional ligado a um adaptador IP, um softphone ou outras soluções mais avançadas.
O VoIP da Netcall oferecia: chamadas grátis dentro da rede Netcall; chamadas a 1,7 cêntimos para qualquer destino fixo em Portugale para Destinos Verdes Netcall; chamadas mais baratas para outras redes, fixas ou móveis; envio de SMS e soluções de Voz sobre IP à medida. O serviço VoIP da Netcall incluía ainda as funcionalidades de: identificação do número de origem; chamada em espera; redireccionamento de chamadas; conferência a três e voicemail.
Outros Serviços Netcall
- Número Virtual 
- Fax e Voice Mail 
- Webdialer 
- PBX Virtual 